# Joan Henrik Hooft van Iddekinge
Joan Henrik Hooft van Iddekinge (Kleinemeer, 4 maart 1800 - Paterswolde, 9 april 1881) was majoor bij de generale staf, chef van de staf van de derde divisie infanterie en bestuurder van het Provinciaal Museum van Oudheden van Drenthe. 

## Biografie
Hooft van Iddekinge, zoon van Mr. Scato François van Iddekinge (1755-1829) uit diens tweede huwelijk met Catharina Graafland (1765-1805), behoorde tot de Nederlandse familie Van Iddekinge uit Groningen. Zijn ouders woonden in de Boteringestraat en hadden een buitenverblijf te Kleinemeer, waar hij werd geboren. Hij werd cadet op de Artillerie- en Genieschool te Delft op 23 september 1815, was officier van de infanterie (1818-1830), dan officier van de generale staf (1830-1843) en werd ten slotte overgeplaatst bij het wapen der infanterie op 3 november 1843. Hij was onder andere gekantonneerd in Delft, Deventer, Antwerpen, Oirschot en Maastricht en werd gepensioneerd op 26 november 1843 als chef van de staf van de 3e divisie infanterie. Hierna vestigde hij zich op Huis Vennebroek te Paterswolde. In 1866 werd hij bestuurder van het Provinciaal Museum van Oudheden van Drenthe, het huidige Drents Museum.
Hooft van Iddekinge was tweemaal getrouwd en kreeg in beide huwelijken een zoon en een dochter. Hij was Ridder 4e klas in de Militaire Willems-Orde en drager van het Metalen Kruis. Van hem bestaat een miniatuur in de collectie B.J.L. baron de Geer van Jutphaas te Maarn.